# Последен универсален общ предшественик
Последният универсален общ предшественик (на английски: last universal common ancestor, съкратено „LUA“ или „LUCA“, на български: ПУОП) е първият жив организъм, който е възникнал на Земята. От него произлизат всички останали живи организми, които населяват планетата днес. Последният универсален общ предшественик е съществувал преди около 3,5 до 3,8 млрд. години през ерата палеоархай.
Произхода от Универсален общ прародител е най-малко 102860 пъти по-вероятно, отколкото от няколко предци.
Модел с един общ прародител, но с възможност за размяна на някои гени между различни видове е 103489 пъти по-вероятен, отколкото най-добрите модели с множество прародители.
Като се има предвид това, което се знае за потомствените групи LUA е малък, едноклетъчен организъм. Би трябвало да има клетъчна стена и кръгова молекула ДНК свободно в клетката, като съвременните бактерии. Той вероятно не би се открояваше от съвременни малки по размер бактерии.
Въз основа на свойствата, които се споделят от всички живи организми на Земята, LUA би следвало да има следните характеристики:
- Генетичният код базиран на ДНК. За отбелязване е, че други проучвания показват, че LUA може да е лишен от ДНК и използва изцяло РНК. [9]
  - ДНК се състои от четири нуклеотида (дезоксиаденозин, дезоксицитидин, дезокситимидин и дезоксигуанозин)
  - Генетичният код се състои от тринуклеотидни кодони, като по този начин се позволяват 64 различни кодона. Тъй като само 20 аминокиселини са били използвани, няколко кодона кодират една аминокиселина (изроденост на генетичния код).
  - Двойно-верижната ДНК е била поддържана от шаблон-зависима ДНК полимераза.
  - Целостта на ДНК се поддържа от група от ензими, за поддръжка, включително ДНК топоизомераза, ДНК лигаза и други ДНК-репарационни ензими. ДНК е защитена от ДНК-свързващи протеини като хистони.
- Генетичният код се експресира чрез междинни РНК, които са едноверижни.
  - РНК се синтезира от ДНК-зависимата РНК-полимеразна, използвайки нуклеотиди, подобни на тези на ДНК с изключение на тимидин в ДНК, който е заменен от уридин в РНК.
- Генетичният код се експресира в протеини.
- Всички други свойства на организма са резултат на протеиновите функции.
- Протеините са сглобявани от свободни аминокиселини чрез транслация на мРНК от рибозоми, тРНКи и група свързани протеини.
  - Рибозомите са съставени от две субединици, една голяма 50S и една малка 30S.
  - Всяка рибозомната субединица се състои от ядро от рибозомна РНК (рРНК), заобиколени от рибозомни протеини.
  - РНК молекулите (рРНК и тРНК) играят важна роля в каталитичната активност на рибозомите.
  - Само 20 аминокиселини се използват.
  - Само L-изомери на аминокиселините, се използват.
- Глюкозата може да се използва като източник на енергия и въглерод; Само D-изомер е използван.
- АТФ е използван като енергиен посредник.
- Има няколкостотин протеинови ензими, които катализират химични реакции, които извличат енергия от мазнини, въглехидрати и аминокиселини и синтезират мазнини, захари, аминокиселини, и нуклеинови киселини.
- Клетката съдържа цитоплазма на водна основа, заобиколена и ефективно изолирана от липидна двуслойна мембрана.
- Вътре в клетката, концентрацията на натрий е по-ниска, а на калий по-висока, отколкото навън. Този градиент се поддържа от специфични йонни транспортьори.
- Клетка, се размножава чрез дублиране на цялото си съдържание, последвано от клетъчно делене.